# Almine Rech
Almine Rech es una galerista francesa, especializada en arte contemporáneo. Abrió varias galerías sucesivamente en París, Bruselas, Londres y Nueva York.

## Biografía
Hija de Georges Rech, diseñador francés, y madre vietnamita, Almine Rech creció entre París y Suiza.
En 1989, en el distrito de Marais, abrió su primera galería en colaboración con Cyrille Putman . Continúa con un núcleo de artistas como John McCracken, Joseph Kosuth y James Turrell con los que seguirá trabajando en su propia galería, inaugurada en 1997 en París, en el 13 13. redondeo.
En 2002, con su marido Bernard Picasso, creó la Fundación Almine y Bernard Ruiz-Picasso para el Arte (FABA), fundación de derecho español que se ocupa del estudio de la obra de Picasso, pero también de acciones de apoyo en el campo de las artes.
A partir de 2013, la nueva sede de París se trasladó a 64 rue de Turenne. Mientras crecía el grupo de artistas representados por la Galería Almine Rech, en 2008 se abrieron otros espacios expositivos en Bruselas y en 2014 en Londres. En 2016, su hijo y mano derecha, Paul de Froment, abrió una galería en Nueva York, con una exposición inaugural titulada "Calder y Picasso". En julio de 2019 abrió su quinto espacio en Shanghái. En enero de 2021, Almine Rech abre un segundo espacio parisino en el 18 de la avenida Matignon, en el distrito 8, con una exposición inaugural de Kenny Scharf .
La galería Almine Rech se ha especializada en el arte conceptual y el minimal art. Las primeras exposiciones están dedicadas a artistas como James Turrell, John McCracken . Persigue una labor de acompañamiento de artistas consagrados, como Jannis Kounellis, Joel Shapiro y Turi Simeti, Julian Schnabel, Richard Prince o incluso Jeff Koons, a la vez que jóvenes y emergentes.

## Decoraciones
- Oficial de la Orden de las Artes y las Letras ([13] ).